# Lainsitz

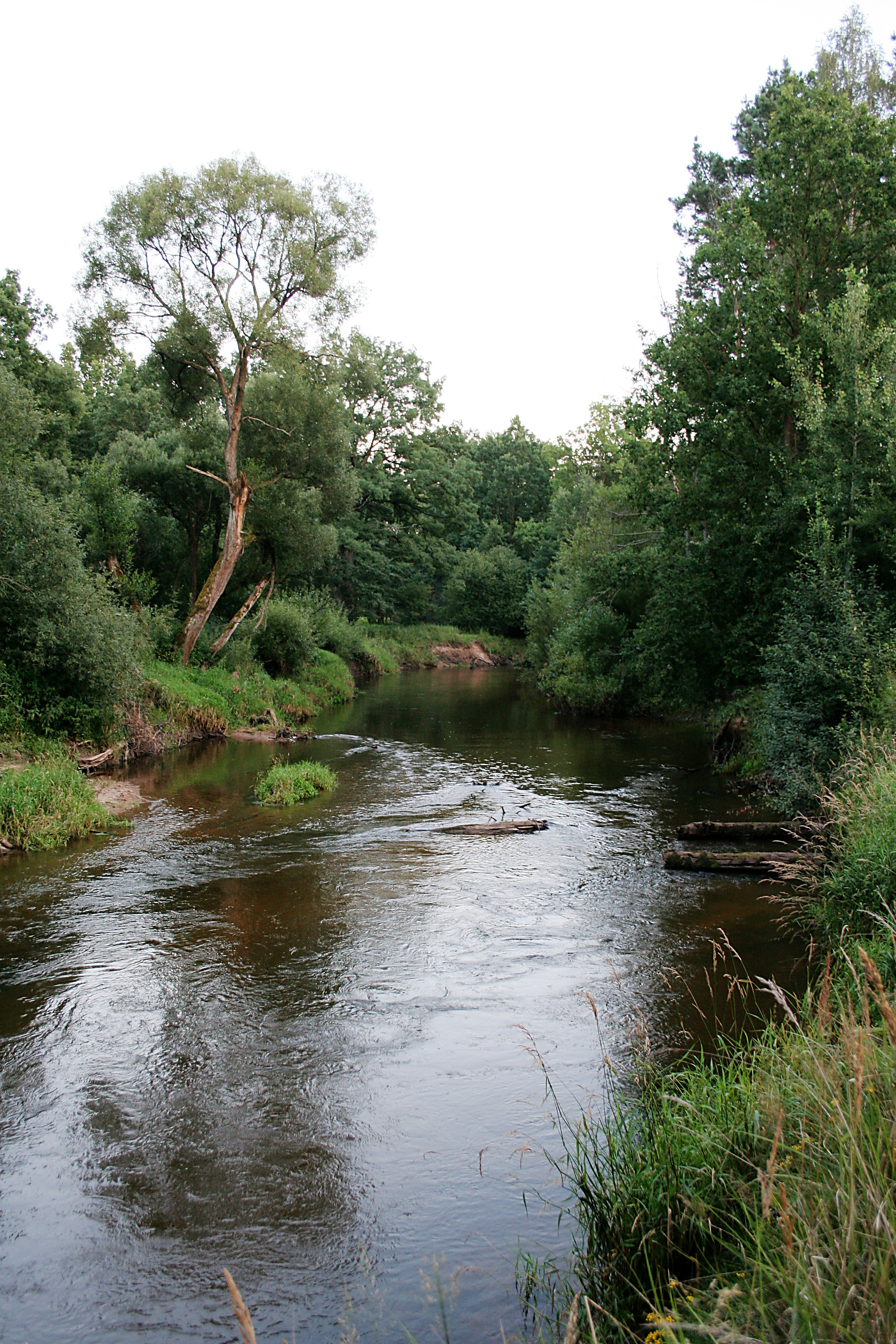
Lainsitz vid Suchdol nad Lužnici.

Lainsitz (tjeckiska: Lužnice) är en 208 km lång biflod till Moldau i Österrike (43 km) och Tjeckien (165 km). Medelvattenföringen är 24,3 m³/s vid mynningen.
Lainsitz rinner upp vid Karlstift i det österrikiska förbundslandet Niederösterreich (980 m ö.h.). Floden rinner i början dels på österrikisk, dels på tjeckisk mark, innan den slutligen lämnar Österrike vid Breitensee. 
På de nästa 100 kilometrarna till Planá nad Lužnici faller floden bara 100 m. Från Tábor till mynningen norr om Týn nad Vltavou genombryter floden bergen i en ravin.
Vid Lainsitz ligger städerna Weitra och Gmünd i Österrike samt Planá nad Lužnici, Suchdol nad Lužnici och Tábor i Tjeckien.